# The Big Blue

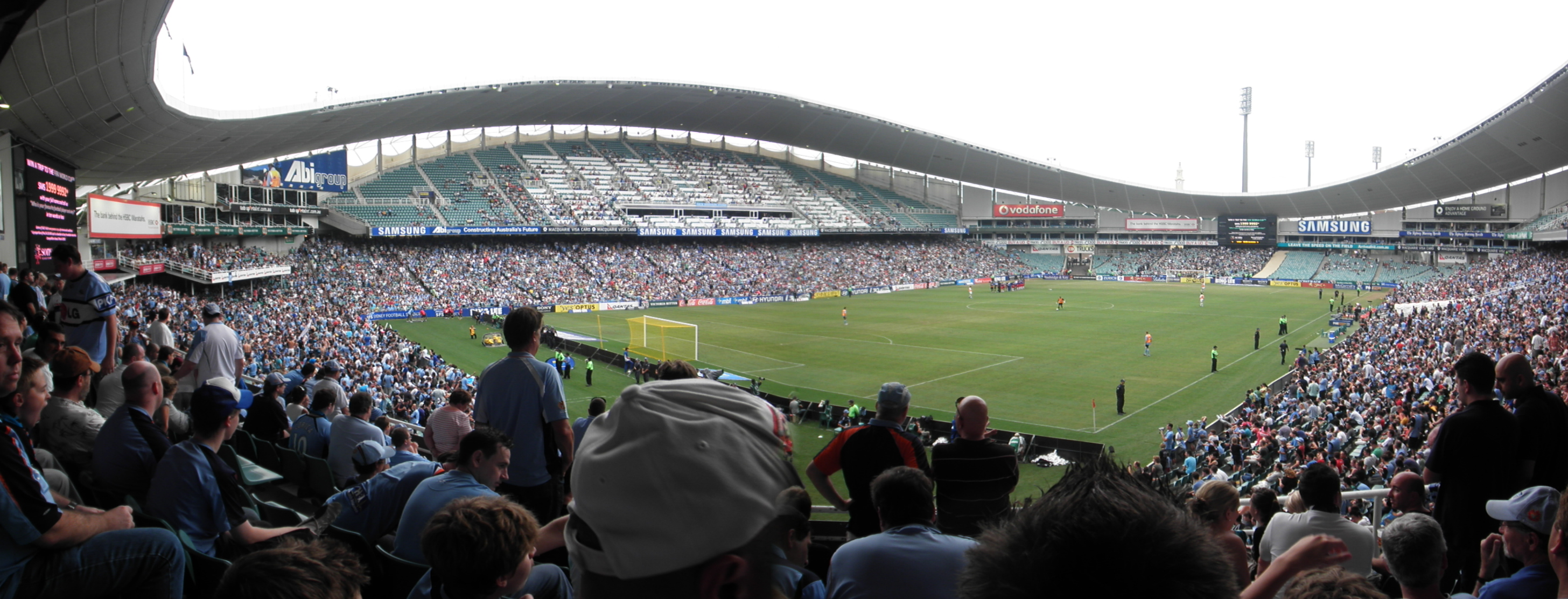
Pré-jogo em 2010.

The Big Blue é o nome dado para o clássico australiano entre Sydney Football Club e Melbourne Victory Football Club. As duas equipes representam as maiores cidades da Austrália, Sydney (onde se localiza a sede do Sydney FC) e Melbourne (onde se localiza a sede do Melbourne Victory). O nome do clássico vem devido a cor azul ser a principal cor de ambos os clubes.

## História

### Rivalidades regionais
Há uma rivalidade de longa data entre as cidades de Sydney e Melbourne, as duas maiores cidades da Austrália.
Em termos de futebol, a rivalidade existe há quase 140 anos, começando com a primeira partida intercolonial entre Vitória e Nova Gales do Sul, ocorrida em 16 de agosto de 1883 no East Melbourne Cricket Ground , que terminou com um empate em 2–2 na frente de uma multidão de 2.000 pessoas.  Essas partidas intercoloniais e depois interestaduais continuaram regularmente como um destaque do futebol australiano inicial até a eclosão da Primeira Guerra Mundial . Embora tenha havido muitas partidas posteriores entre vários times de Melbourne e Sydney, principalmente fundados por imigrantes, na Australia Cup e na National Soccer League antes da era da A-League, o aspecto da rivalidade interestadual não era tão importante, dado o contexto e a identidade dos clubes envolvidos.
Sydney FC e Melbourne Victory FC estavam destinados a se tornarem grandes rivais no início da A-League devido à rivalidade regional histórica entre suas cidades. Na época, a A-League operava sob o modelo "um time, uma cidade",  então a rivalidade era quase instantânea.

### Momentos notáveis
A primeira partida competitiva entre os dois clubes foi significativamente disputada no fim de semana de abertura da temporada inaugural da A-League 2005-06. Foi realizado em 28 de agosto de 2005 no estádio do Sydney FC, o Sydney Football Stadium. Ambas as equipes estavam ansiosas para carimbar sua autoridade como o maior clube da liga, com o Sydney FC já tendo vencido o Campeonato OFC de Clubes de 2005 durante a pré-temporada. A partida terminou com um empate em 1 para todos, com a contratação do primeiro jogador do Victory e que logo se tornou forte, Archie Thompson , cancelando a contratação do Sydney FC, o gol de Dwight Yorke no primeiro tempo.  O segundo encontro em 16 de outubro de 2005 resultou em uma vitória esmagadora para o Melbourne Victory em sua casa, na época, Estádio do Parque Olímpico , derrotando o Sydney FC por 5–0.  O resultado ainda é a pior derrota do Sydney FC neste jogo.
O primeiro encontro entre os clubes durante a temporada 2006-07 da A-League (e o quarto no geral) consolidou a rivalidade entre as equipes enquanto a paixão e a tensão alimentavam a partida. O capitão do Sydney FC, Mark Rudan, foi expulso aos catorze minutos e o jogador do Victory, Fred, deu uma cotovelada no defesa do Sydney FC, Mark Milligan. Fred evitou a sanção ao ser substituído antes que o árbitro pudesse ver o replay na tela grande.  O terrível incidente exigiu atenção médica urgente, pois deixou Milligan lutando para respirar e havia temores de que ele engolisse a língua. A partida seguinte em Melbourne, a sexta da geral, estabeleceu o recorde de público em uma partida da A-League, quando 50.333 torcedores lotaram o Etihad Stadium em 8 de dezembro de 2006. A partida terminou com um empate nulo. 
Depois de selar a Premiership de 2010 em casa no último dia da temporada ao vencer o Melbourne por 2 a 0, o Sydney FC conquistou a Grande Final do Campeonato nos pênaltis no Docklands Stadium.
A rivalidade atingiu outro nível em 2011, com as duas equipes em busca da pré-temporada do Socceroo Harry Kewell. O Melbourne Victory anunciou que contratou Kewell no dia 20 de agosto e cinco dias depois, o Sydney FC anunciou que contratou o Socceroo Brett Emerton do Blackburn Rovers. Os times jogaram um empate de 0-0 na primeira rodada da temporada 2011-12 da A-League, com o técnico da Austrália não escolhendo nenhum dos jogadores para o dever nacional, permitindo que a tão esperada partida ocorresse.
Uma partida do Big Blue foi jogada a cada Australia Day no Melbourne Rectangular Stadium ou Docklands Stadium em Melbourne desde a temporada 2011-12 da A-League , que terminou em um empate de 2 para todos. No entanto, a temporada 2014-15 da A-League não contou com este confronto devido à Copa da Ásia AFC de 2015 .
Desde 2012, os times disputam a Copa BeyondBlue, que é concedida ao time vencedor no Big Blue. Sydney FC conquistou a Taça BeyondBlue inaugural ao derrotar o Melbourne Victory por 1–0 no Sydney Football Stadium em 10 de março de 2012.
Em 10 de novembro de 2012, o Melbourne Victory caiu de 2 a 0 para vencer por 3 a 2 no Sydney Football Stadium, com dois gols do jogador substituto Andrew Nabbout ajudando-os a alcançar o resultado. Esta partida acabou sendo a última de Ian Crook como treinador do Sydney FC, já que ele anunciou sua renúncia logo após a derrota, que foi a quarta do Sydney em seis jogos.
O jogo disputado em 8 de dezembro de 2006 detém o recorde de segundo maior público em uma partida da temporada regular, com 50.333 participantes. Atualmente, três jogos entre as duas equipes são os dez primeiros entre os maiores públicos na temporada regular da Liga.
Com o Sydney derrotando o Melbourne em 3 de março de 2017 (36ª partida), eles se tornaram o primeiro time a vencer os 3 jogos da rivalidade na temporada normal.
Melbourne Victory e Sydney se enfrentaram na Grande Final da A-League 2016/17. Apesar de Sydney perder apenas 1 jogo em toda a temporada, foi o Melbourne Victory quem assumiu a liderança com um gol de Besart Berisha. O Sydney FC empatou após o intervalo, graças a Rhyan Grant. O jogo foi para os pênaltis e Sydney venceu por 4–2 nos pênaltis. Foi exatamente o mesmo resultado daquele encontro na Grande Final de 2009/10.

## Estatísticas
| Competição                               | Total de jogos em cada competição | Vitórias de Melbourne Victory | Empates | Vitórias de Sydney FC |
| ---------------------------------------- | --------------------------------- | ----------------------------- | ------- | --------------------- |
| A-League (geral)                         | 56                                | 16                            | 17      | 23                    |
| Temporada regular da A-League            | 48                                | 12                            | 16      | 20                    |
| Finais da A-League (exceto Grand Finals) | 5                                 | 3                             | 1       | 1                     |
| Grandes Finais da A-League               | 3                                 | 1                             | 2       | 0                     |
| Copa FFA                                 | 0                                 | 0                             | 0       | 0                     |
| Total                                    | 56                                | 16                            | 17      | 23                    |

## Todos os jogos da história do clássico
| #  | Data                    | Time da casa | Resultado | Time visitante | Gols da equipe da casa (minuto)                      | Gols da equipe visitante (minuto)                               | Local                         | Comparecimento |
| -- | ----------------------- | ------------ | --------- | -------------- | ---------------------------------------------------- | --------------------------------------------------------------- | ----------------------------- | -------------- |
| 1  | 28 de agosto de 2005    | Sydney       | 1–1       | Melbourne      | Yorke (44)                                           | Thompson (72)                                                   | Sydney Football Stadium       | 25,208         |
| 2  | 16 de outubro de 2005   | Melbourne    | 5–0       | Sydney         | Kitzbichler (34), Muscat (53, 78), Thompson (57, 69) | —                                                               | Olympic Park Stadium          | 18,208         |
| 3  | 3 de dezembro de 2005   | Sydney       | 2–1       | Melbourne      | Corica (24), Carney (81)                             | Allsopp (88)                                                    | Sydney Football Stadium       | 17,272         |
| 4  | 2 de setembro de 2006   | Melbourne    | 3–2       | Sydney         | Allsopp (8, 51), Muscat (11 p)                       | Fyfe (18), Vargas (83 o.g.)                                     | Docklands Stadium             | 39,730         |
| 5  | 21 de outubro de 2006   | Sydney       | 1–2       | Melbourne      | Corica (8)                                           | Thompson (50, 73)                                               | Sydney Football Stadium       | 20,881         |
| 6  | 8 de dezembro de 2006   | Melbourne    | 0–0       | Sydney         | —                                                    | —                                                               | Docklands Stadium             | 50,333         |
| 7  | 6 de outubro de 2007    | Sydney       | 0–1       | Melbourne      | —                                                    | Allsopp (82)                                                    | Sydney Football Stadium       | 18,436         |
| 8  | 10 de novembro de 2007  | Melbourne    | 0–0       | Sydney         | —                                                    | —                                                               | Docklands Stadium             | 31,884         |
| 9  | 20 de janeiro de 2008   | Sydney       | 2–2       | Melbourne      | Corica (4), Brosque (62)                             | Milligan (46 og), Allsopp (76)                                  | Sydney Football Stadium       | 33,458         |
| 10 | 16 de agosto de 2008    | Sydney       | 0–0       | Melbourne      | —                                                    | —                                                               | Sydney Football Stadium       | 16,227         |
| 11 | 25 de outubro de 2008   | Melbourne    | 0–2       | Sydney         | —                                                    | Bridge (20), Aloisi (62)                                        | Docklands Stadium             | 31,654         |
| 12 | 27 de dezembro de 2008  | Melbourne    | 3–2       | Sydney         | Thompson (14), Ward (78), Ney Fabiano (80)           | Cole (1), Gan (4)                                               | Docklands Stadium             | 33,458         |
| 13 | 9 de outubro de 2009    | Melbourne    | 0–3       | Sydney         | —                                                    | Brosque (14), Bridge (17, 19)                                   | Docklands Stadium             | 30,668         |
| 14 | 19 de dezembro de 2009  | Melbourne    | 0–0       | Sydney         | —                                                    | —                                                               | Docklands Stadium             | 27,344         |
| 15 | 14 de fevereiro de 2010 | Sydney       | 2–0       | Melbourne      | Kisel (34), Alois (49)                               | —                                                               | Sydney Football Stadium       | 25,407         |
| 16 | 7 de agosto de 2010     | Sydney       | 3–3       | Melbourne      | Brosque (36), McFlynn (54), Cole (85)                | Broxham (66), Dugandzic (67), Celeski (73)                      | Sydney Football Stadium       | 12,106         |
| 17 | 16 de outubro de 2010   | Melbourne    | 3–0       | Sydney         | Vargas (20), Hernández (49), Kruse (90)              | —                                                               | Docklands Stadium             | 17,299         |
| 18 | 15 de janeiro de 2011   | Sydney       | 1–1       | Melbourne      | Mäkelä (90)                                          | Allsopp (51)                                                    | Sydney Football Stadium       | 11,387         |
| 19 | 8 de outubro de 2011    | Melbourne    | 0–0       | Sydney         | —                                                    | —                                                               | Docklands Stadium             | 40,351         |
| 20 | 26 de janeiro de 2012   | Melbourne    | 2–2       | Sydney         | Cernak (45), Fabio (45+2)                            | Cazarine (56), Ryall (90)                                       | Melbourne Rectangular Stadium | 20,053         |
| 21 | 10 de março de 2012     | Sydney       | 1–0       | Melbourne      | Kisel (34 p)                                         | —                                                               | Sydney Football Stadium       | 18,180         |
| 22 | 10 de novembro de 2012  | Sydney       | 2–3       | Melbourne      | Yau (14), Forest Shears (48)                         | Nabbout (75, 88), Thompson (83)                                 | Sydney Football Stadium       | 21,531         |
| 23 | 26 de janeiro de 2013   | Melbourne    | 3–1       | Sydney         | Rojas (23, 73), Thompson (67)                        | Griffiths (75)                                                  | Melbourne Rectangular Stadium | 26,882         |
| 24 | 16 de março de 2013     | Sydney       | 1–1       | Melbourne      | Yau (85)                                             | Milligan (3)                                                    | Sydney Football Stadium       | 22,233         |
| 25 | 9 de novembro de 2013   | Sydney       | 3–2       | Melbourne      | Garcia (3), Ryall (15), Del Piero (37 p)             | Thompson (18), Troisi (27)                                      | Sydney Football Stadium       | 18,784         |
| 26 | 26 de janeiro de 2014   | Melbourne    | 0–5       | Sydney         | —                                                    | Despotovic (11), Del Piero (20 p, 54), Ryall (25), Carle (87)   | Docklands Stadium             | 24,354         |
| 27 | 29 de março de 2014     | Melbourne    | 1–1       | Sydney         | Troisi (63)                                          | Chianês (48)                                                    | Melbourne Rectangular Stadium | 20,447         |
| 28 | 15 de novembro de 2014  | Sydney       | 0–0       | Melbourne      | —                                                    | —                                                               | Sydney Football Stadium       | 21,242         |
| 29 | 13 de dezembro de 2014  | Melbourne    | 3–3       | Sydney         | Thompson (23, 47, 79)                                | Janko (17), Smeltz (51, 76)                                     | Docklands Stadium             | 25,242         |
| 30 | 14 de fevereiro de 2015 | Sydney       | 3–3       | Melbourne      | Janko (8 p), Smeltz (73 p, 85)                       | Barbáries (34), Finkler (41), Ansell (78)                       | Sydney Football Stadium       | 17,352         |
| 31 | 14 de novembro de 2015  | Sydney       | 2–4       | Melbourne      | Hološko (5), Brosque (20)                            | Berisha (9, 90 + 2), Finkler (28), Bárbaros (68)                | Sydney Football Stadium       | 15,947         |
| 32 | 26 de janeiro de 2016   | Melbourne    | 1–0       | Sydney         | Jurman (79 o.g.)                                     | —                                                               | Docklands Stadium             | 30,493         |
| 33 | 27 de fevereiro de 2016 | Melbourne    | 1–1       | Sydney         | Barbáries (46)                                       | Carney (76)                                                     | Melbourne Rectangular Stadium | 20,112         |
| 34 | 5 de novembro de 2016   | Sydney       | 2–1       | Melbourne      | Carney (63, 78)                                      | Austin (41)                                                     | Sydney Football Stadium       | 19,143         |
| 35 | 26 de janeiro de 2017   | Melbourne    | 1–2       | Sydney         | Troisi (18)                                          | Hološko (38), IBIN (65)                                         | Docklands Stadium             | 30,262         |
| 36 | 3 de março de 2017      | Sydney       | 1–0       | Melbourne      | Bobô (20)                                            | —                                                               | Sydney Football Stadium       | 13,310         |
| 37 | 7 de outubro de 2017    | Melbourne    | 0–1       | Sydney         | —                                                    | Deng (53 og)                                                    | Docklands Stadium             | 24,804         |
| 38 | 26 de janeiro de 2018   | Melbourne    | 1–3       | Sydney         | Berisha (58 p)                                       | Bobô (60, p 78), Carney (84)                                    | Melbourne Rectangular Stadium | 21,037         |
| 39 | 13 de abril de 2018     | Sydney       | 1–0       | Melbourne      | Bobô (8)                                             | —                                                               | Sydney Football Stadium       | 15,567         |
| 40 | 25 de novembro de 2018  | Sydney       | 1–2       | Melbourne      | Le Fondre (35)                                       | Toivonen (23), Honda (71 p)                                     | Jubilee Oval                  | 19,081         |
| 41 | 26 de janeiro de 2019   | Melbourne    | 2–1       | Sydney         | Toivonen (20), Troisi (58)                           | Ninkovic (63)                                                   | Melbourne Rectangular Stadium | 21,085         |
| 42 | 6 de abril de 2019      | Sydney       | 2–1       | Melbourne      | O'Neill (6), Ninkovic (90+3)                         | Barbáries (16)                                                  | Sydney Cricket Ground         | 14,155         |
| 43 | 17 de novembro de 2019  | Sydney       | 2–1       | Melbourne      | Le Fondre (61), Bárbaros (68)                        | Toivonen (45)                                                   | Jubilee Oval                  | 16,116         |
| 44 | 24 de janeiro de 2020   | Melbourne    | 0–3       | Sydney         | —                                                    | Le Fondre (27), Barbarouses (53), Baumjohann (85)               | Melbourne Rectangular Stadium | 17,814         |
| 45 | 7 de março de 2020      | Melbourne    | 1–4       | Sydney         | Vermelho (5)                                         | Ninkovic (43), Caceres (64), Le Fondre (66), Barbarouses (87 p) | Docklands Stadium             | 15,102         |
| 46 | 4 de abril de 2021      | Melbourne    | 0–3       | Sydney         | —                                                    | Bobô (42), Barbarouses (50), Baumjohann (84 p)                  | Melbourne Rectangular Stadium | 5,347          |
| 47 | 27 de abril de 2021     | Sydney       | 1–0       | Melbourne      | Bobô (6)                                             | —                                                               | Jubilee Oval                  | 4,816          |
| 48 | 19 de maio de 2021      | Sydney       | 2–0       | Melbourne      | Bobô (10), Barbarouses (83)                          | —                                                               | Jubilee Oval                  | 4,226          |